# 15623 Maitaneam
15623 Maitaneam eller 2000 HU30 är en asteroid i huvudbältet som upptäcktes den 28 april 2000 av LINEAR i Socorro County, New Mexico. Den är uppkallad efter Maitane Alonso Monasterio.
Asteroiden har en diameter på ungefär 3 kilometer.